# Sulejman Smajić
Sulejman Smajić (13 augustus 1984) is een profvoetballer uit Bosnië en Herzegovina die bij FK Željezničar Sarajevo speelt. Hij speelt er met nummer 19 als middenvelder.
In 1992 sloot hij zich aan bij Iskra Bugojno. Op 20-jarige leeftijd werd hij gekocht door Zrinjski Mostar en vier jaar later, in 2008, kwam hij uit voor FC Dender. In 2009 tekende hij een driejarig contract bij Sporting Lokeren.

## Carrière[1]
| seizoen | ploeg                   | land                  | klasse             | wedst | goals |
| ------- | ----------------------- | --------------------- | ------------------ | ----- | ----- |
| 2004/05 | NK Zrinjski Mostar      | Bosnië en Herzegovina | Premijer Liga      | 28    | 6     |
| 2005/06 | NK Zrinjski Mostar      | Bosnië en Herzegovina | Premijer Liga      | 28    | 5     |
| 2006/07 | NK Zrinjski Mostar      | Bosnië en Herzegovina | Premijer Liga      | 27    | 6     |
| 2007/08 | NK Zrinjski Mostar      | Bosnië en Herzegovina | Premijer Liga      | 16    | 0     |
| 2008/09 | FC Dender               | België                | Jupiler Pro League | 28    | 5     |
| 2009/10 | Sporting Lokeren        | België                | Jupiler Pro League | 22    | 4     |
| 2009/10 | Sporting Lokeren        | België                | Play-Off II A      | 1     | 0     |
| 2010/11 | Sporting Lokeren        | België                | Jupiler Pro League | 3     | 0     |
| 2011/12 | FK Željezničar Sarajevo | Bosnië en Herzegovina | Premijer Liga      | 13    | 2     |
| 2012/13 | FK Željezničar Sarajevo | Bosnië en Herzegovina | Premijer Liga      | 6     | 0     |
| 2013/14 | FK Olimpik Sarajevo     | Bosnië en Herzegovina | Premijer Liga      | 16    | 2     |
| 2014/15 | FK Olimpik Sarajevo     | Bosnië en Herzegovina | Premijer Liga      | 25    | 4     |
| 2015/16 | FK Olimpik Sarajevo     | Bosnië en Herzegovina | Premijer Liga      | 22    | 0     |
| 2016/17 | NK Metalleghe BSI       | Bosnië en Herzegovina | Premijer Liga      | 22    | 3     |
| 2017/18 | NK Metalleghe BSI       | Bosnië en Herzegovina | Prva liga FBIH     | 9     | 1     |
| Totaal  | Totaal                  | Totaal                | Totaal             | 266   | 38    |

Laatst bijgewerkt: 19/02/2011
1. ↑  Sulejman Smajic - Wedstrijdoverzicht. Geraadpleegd op 15 oktober 2017.